# Psykogeografi
 Der er for få eller ingen kildehenvisninger i denne artikel, hvilket er et problem. Du kan hjælpe ved at angive troværdige kilder til de påstande, som fremføres i artiklen.

Psykogeografi blev defineret af situationisten Guy Debord i 1955 som «studiet af hvordan geografiske omgivelser, enten bevidst organiseret eller ikke, påvirker menneskets følelser og opførsel». Efterhånden er begrebet blevet udvidet til at omfatte byvandring og strategier for at organisere og planlægge dette.
Kendte psykogeografer i dag er blandt andet Ian Sinclair, Peter Ackroyd, Will Self og Nick Papadimitriou.